# 名古屋市立大宝小学校
名古屋市立大宝小学校（なごやしりつたいほうしょうがっこう）は、名古屋市熱田区大宝三丁目に所在する公立小学校。

## 歴史

### 沿革
- 1960年（昭和35年）1月 - 名古屋市立野立小学校分校として設立[WEB 2]。
- 1964年（昭和39年）9月 - 名古屋市立大宝小学校として分離独立[WEB 2]。

### 児童数の変遷
『愛知県小中学校誌』（2018年）によると、児童数の変遷は以下の通りである。
| 1964年（昭和39年） | 770人 |  |
| 1967年（昭和42年） | 764人 |  |
| 1977年（昭和52年） | 659人 |  |
| 1987年（昭和62年） | 481人 |  |
| 1997年（平成9年）  | 463人 |  |
| 2007年（平成19年） | 383人 |  |
| 2017年（平成29年） | 336人 |  |

## 通学区域
所管する名古屋市教育委員会は、2018年（平成30年）9月1日現在、熱田区のうち、古新町・西郊通・神野町・大宝一丁目・同二丁目・同三丁目・同四丁目・中野新町・西野町・野立町字喧嘩池の全域および熱田西町・一番三丁目・河田町・川並町・二番一丁目・野立町3丁目・八番一丁目・四番一丁目の各一部を通学区域として指定している。
また、卒業後の進学先は名古屋市立日比野中学校となっている。

## 交通アクセス
- 名古屋市営地下鉄名港線 日比野駅[WEB 5]

### WEB
1. ↑  “本校の概要”.   名古屋市立大宝小学校. 2017年7月28日閲覧。
2. 1 2 3  “沿革史”.   名古屋市立大宝小学校. 2017年7月28日閲覧。
3. ↑  名古屋市教育委員会事務局総務部教育環境計画室計画係 (2018年9月1日). “名古屋市立小・中学校の通学区域一覧（熱田区）” (PDF).   名古屋市. 2018年11月15日閲覧。
4. ↑  名古屋市教育委員会事務局総務部教育環境計画室計画係 (2018年4月1日). “名古屋市立中学校区一覧（小→中）” (PDF).   名古屋市. 2018年11月14日閲覧。
5. ↑  名古屋市教育委員会事務局総務部企画経理課企画統計係 (2018年9月18日). “熱田区の小・中学校一覧”.   名古屋市. 2018年11月14日閲覧。

### 書籍
1. ↑  六三制教育七十周年記念 愛知県小中学校誌 合同記念誌編集特別委員会 2018, p. 222.